# 大希爾塔河
大希爾塔河是俄羅斯的河流，由亞馬爾-涅涅茨自治區負責管轄，屬於塔茲河的右支流，河道全長306公里，流域面積10,200平方公里，流經西西伯利亞平原，河水主要來自雨水和融雪，每年十月至翌年六月結冰。